# 구이초등학교
구이초등학교는 대한민국 전북특별자치도 완주군 구이면 항가리에 있는 공립 초등학교이다.

## 학교 연혁
- 1928년 6월 15일: 구이공립보통학교 개교
- 1981년 3월 10일: 병설유치원 인가
- 1981년 11월 17일: 본관 건물 2층 14실 완공
- 1994년 12월 19일: 다목적실 신축
- 1996년 3월 1일: 구이초등학교로 개칭
- 2002년 11월 24일: 서관 5개교실과 화장실 2동 및 2층 연결통로 완공
- 2006년 3월 1일: 특수학급 개설
- 2014년 2월 14일: 제81회 졸업(4,274명)
- 2014년 9월 1일: 제28대 교장 송재흥 부임